# Johnny Depp
John Christopher "Johnny" Depp II, född 9 juni 1963 i Owensboro i Kentucky, är en amerikansk skådespelare, producent och musiker. Han är särskilt känd för sina excentriska och könsnormsavvikande roller. Filmer han har medverkat i har genererat mer än 10 miljarder dollar och han har nominerats till 3 Oscars och vunnit en Golden Globe. 2012 var han världens främsta och högst betalda filmskådespelare, för att sedan få sparken från flera projekt efter påstådd droganvändning och olämpligt beteende på inspelningar. Han har också misstänkts för misshandel och också förtalsrättegångar mot The Sun och Amber Heard som blivit vida omskrivet.

## Biografi

### Uppväxt
Johnny Depps föräldrar är civilingenjören John Christopher Depp och servitrisen Betty Sue Palmer. Han är den yngsta i en syskonskara på fyra. Familjen flyttade frekvent men stadgade sig i Miramar i Florida 1970. När han var 15 (1978) så skilde sig föräldrarna. Hans mor gifte senare sig med Robert Palmer, som Depp har benämnt som en av sina inspirationer.
Depps mor gav honom en gitarr när han var 12 år gammal. När han fyllt 16 hoppade han av skolan för att satsa på att bli musiker och startade ett band som kallade sig The Kids. Efter lokala framgångar flyttade bandet till Los Angeles för att jaga ett skivkontrakt. De bytte namn till Six Gun Method och Depp var tvungen att jobba vid sidan om bandet inom telefonförsäljning. 1983 gifte han sig med basistens syster Lori Anne Allison. Bandet splittrades 1984 och han skillde sig från Allison 1985.

### Tidiga roller och genombrott
När bandet splittrats hade Lori Anne Allison introducerat Depp för skådespelaren  Nicolas Cage och de båda blev vänner. Cage tyckte att Depp skulle prova på att skådespela och ordnade en audition åt honom. Depp hade nyligen sett Ung rebell (1955) och läst James Deans självbiografi och blev nyfiken. Auditonen var för den Wes Craven regisserade filmen Terror på Elm Street (1984) och Depp fick rollen som huvudpersonens pojkvän och ett offer för filmens antagonist Freddy Kreuger.
Trots att Depp inte riktigt ville bli skådespelare så fortsatte han att få roller som betalade räkningarna som inte musikkarriären kunde. Efter han synts i filmen Privat område (1985) fick han sin första huvudroll redan i Thrashin' (1986) men blev utbytt av filmens producenter. Istället fick han en mindre biroll i Oliver Stones Plutonen (1987). Han skulle därefter få sitt genombrott med en av huvudrollerna i TV-serien 21 Jump Street (1987). Serien gjorde Depp till en tonårsidol.

### Internationell stjärna
Depp upplevde inte sina år som tonårsidol som något positivt så han valde sina nästa filmer med omsorg och efter egen smak varav den första blev musikalkomedin Cry-Baby (1990). Filmen fick ett ganska mediokert mottagande, men har under senare år blivit en kultklassiker. Samma år medverkade han i den Tim Burton regisserade Edward Scissorhands (1990) som däremot blev en enorm succé både bland kritiker och inkomstmässigt. Depp blev hyllad för sin insats och fick sin första Golden Globe-nominering. Den etablerade också Depps internationella stjärnstatus.

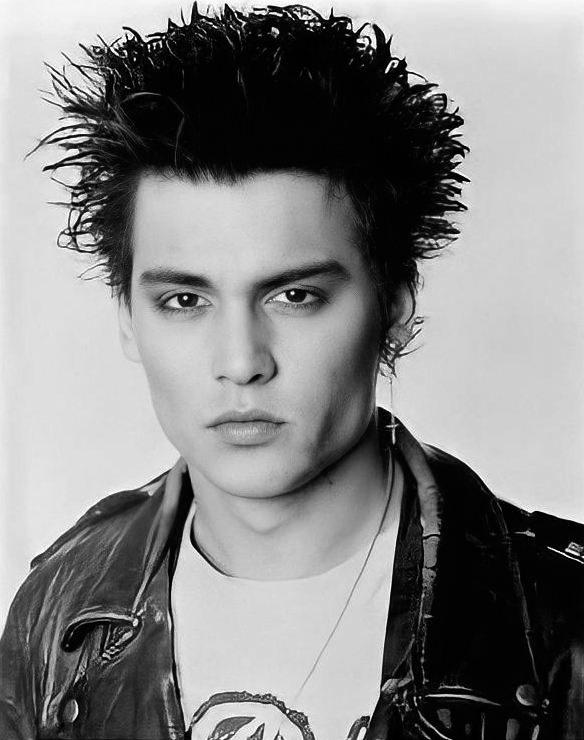
Johnny Depp som sin karaktär Thomas 'Tom' Hanson Jr. i 21 Jump Street, 1987.

Förutom en cameo i den sjätte Terror på Elm Street-filmen, Freddy's Dead: The Final Nightmare (1991) syntes inte Depp i någon film igen förrän 1993. Då medverkade han i bland annat Benny & Joon som blev en succé även om den inte var omedelbar. Depp fick sin andra Golden Globe-nominering för sin insats. Samma år syntes han även i Lasse Hallströms film Gilbert Grape som inte blev någon kassako men fick lysande recensioner. Även om hans motspelare Leonardo DiCaprio fick den största uppmärksamheten (bland annat en Oscarsnominering) så fick Depp också goda recensioner.
Depp återförenades med Tim Burton då han porträtterade titelrollen i Ed Wood (1994). En biografisk film om tidernas värsta filmregissör. Den spelade knappt in sina inspelningskostnader men blev kritikerrosad och senare en kultklassiker. Depp blev nominerad för en tredje Golden Globe för sin insats.

### Etablerad karriär
Depp medverkade tillsammans med Marlon Brando i succén Don Juan DeMarco (1995) innan han stötte på motgångar med flopparna och de rejält sågade filmerna Dead Man (1995), I sista sekunden (1995) och The Brave (1997). Den sistnämnda var Depps regidebut och hade Marlon Brando i en av rollerna. 1997 syntes han dock även i Donnie Brasco tillsammans med Al Pacino som blev extremt hyllad och en finansiell succé. Det anses också vara en av Depps bästa roller i karriären än idag.
 

Depp syntes sedan i den Terry Gilliam regisserade Fear and Loathing in Las Vegas (1998) som baserades på romanen med samma namn. Den floppade och polariserade kritikerna men har blivit en kultklassiker. Han återförenades med Tim Burton inför Sleepy Hollow (1999) vilket blev en succé. Han skulle sedan medverka i ett gäng filmer som varken fick så bra kritik eller blev några kassasuccéer som The Astronaut's Wife (1999), The Ninth Gate (1999), Chocolat (2000), Blow (2001), From Hell (2001) och Once Upon a Time in Mexico (2003).

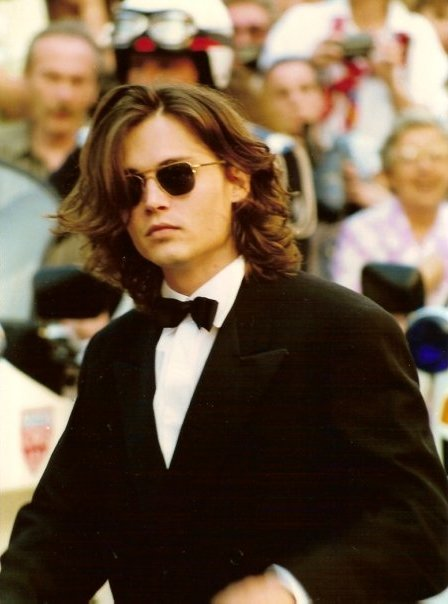
Johnny Depp på Filmfestivalen i Cannes 1992.

### Pirater och enorma framgångar
Depp syntes 2003 som piraten Jack Sparrow i Disneyfilmen Pirates of the Caribbean: Svarta Pärlans förbannelse (2003). Filmen blev en enorm succé och Depps rollkaraktär blev omåttligt populär. Han skulle också bli nominerad för en Oscars, Golden Globe och BAFTA och komma att vinna Screen Actor's Guild Award och MTV Movie Awards. Han skulle komma att bli Oscarsnominerad återigen för sitt porträtt som författaren J.M. Barrie i Finding Neverland (2004).
Han medverkade i nyinspelningen av Kalle och chokladfabriken (2005) som Willy Wonka vilket blev en enorm succé hos både kritiker och publik. Han blev än en gång nominerad till en Golden Globe. Han återförenades sedan med både Tim Burton i den animerade Corpse Bride (2005) och som piraten Jack Sparrow i de två uppföljarna Pirates of the Caribbean: Död mans kista (2006) och Pirates of the Caribbean: Vid världens ände (2007). Filmerna blev återigen enorma succéer.
Depp skulle efter 7 nominering äntligen få plocka hem en Golden Globe Award tack vare musikalfilmen Sweeney Todd (2007). Filmen blev en enorm succé. Även hans nästa film, Public Enemies (2009) skulle bli framgångsrik hos både publik och kritiker. Efter Heath Ledgers död i början av 2008, så var Johnny Depp en av de som tog över hans sista filmroll i The Imaginarium of Doctor Parnassus (2009). Depp och hans två medskådespelare Jude Law och Colin Farrell skänkte sin lön till Ledgers dotter Matilda. Han återförenades sedan med Tim Burton igen och spelade den galne hattmakaren i Alice i Underlandet (2010). Trots blandade recensioner blev filmen en framgång och spelade in över 1 miljard dollar vilket gjorde den till den näst mest inkomstbringande filmen det året.
Samma år medverkade han tillsammans med Angelina Jolie i The Tourist som även den fick blandad kritik men blev en framgång och gav honom en Golden Globe-nominering. Han skulle sen få ytterligare succéer med både den animerade filmen Rango (2011) och den fjärde Pirates of the Caribean filmen Pirates of the Caribbean: I främmande farvatten (2011). Han medverkade sedan i ytterligare en Hunter S. Thompson filmatisering av The Rum Diary (2011). Filmen spelade inte ens in sina kostnader och blev dåligt mottagen av recensenter. Han hade sedan en cameo i Adam Sandler filmen Jack and Jill (2011). 2012 var Depp en av världens största skådespelare och var listad i Guinness rekordbok som den högst betalda skådespelaren med 75 miljoner dollar i lön.

### Karriärens nedgång
Depp syntes 2012 i sitt åttonde samarbete med Tim Burton, i filmen Dark Shadows. Filmen blev så sågad och presterade så dåligt att Depps stjärnstatus började ifrågasättas. Motgångarna fortsatte i filmen The Lone Ranger (2013) där han spelade en ursprungsamerikan och blev anklagad för whitewashing på flera håll. Förutom dålig kritik så gick den 190 miljoner dollar back. Även hans nästa film Transcendence (2014) skulle bli sågad och prestera dåligt. Än värre skulle det bli med filmen Mortdecai (2015) där Depp förutom stora förluster och sågningar även skulle bli nominerad till en Razzie som sämsta skådespelare.
Depp fick en kort comeback med sin roll i Black Mass (2015) där han blev hyllad för sin insats, men den spelade knappt in sina kostnader. Han hade sedan en cameo i problemfilmen London Fields (2015) som förutom blev försenad efter sin urpremiär även innefattade bråk och sågningar. Den fick dessutom ett ovanligt 0% positiva recensioner på Rotten Tomatoes. Han reprisserade sin roll som den galne hattmakaren i uppföljaren Alice i spegellandet (2016). Till skillnad från första filmens succé gick denna film med en förlust på 70 miljoner dollar och Depp blev nominerad till två Razzies däribland sämsta skådespelare. Depp blev hemligt anställd för att synas i  Fantastiska vidunder och var man hittar dem (2016) som trollkarlen Gellert Grindelwald. Medvetet använde man inte hans namn i reklamarbetet för filmen och tonade ner hans insats.

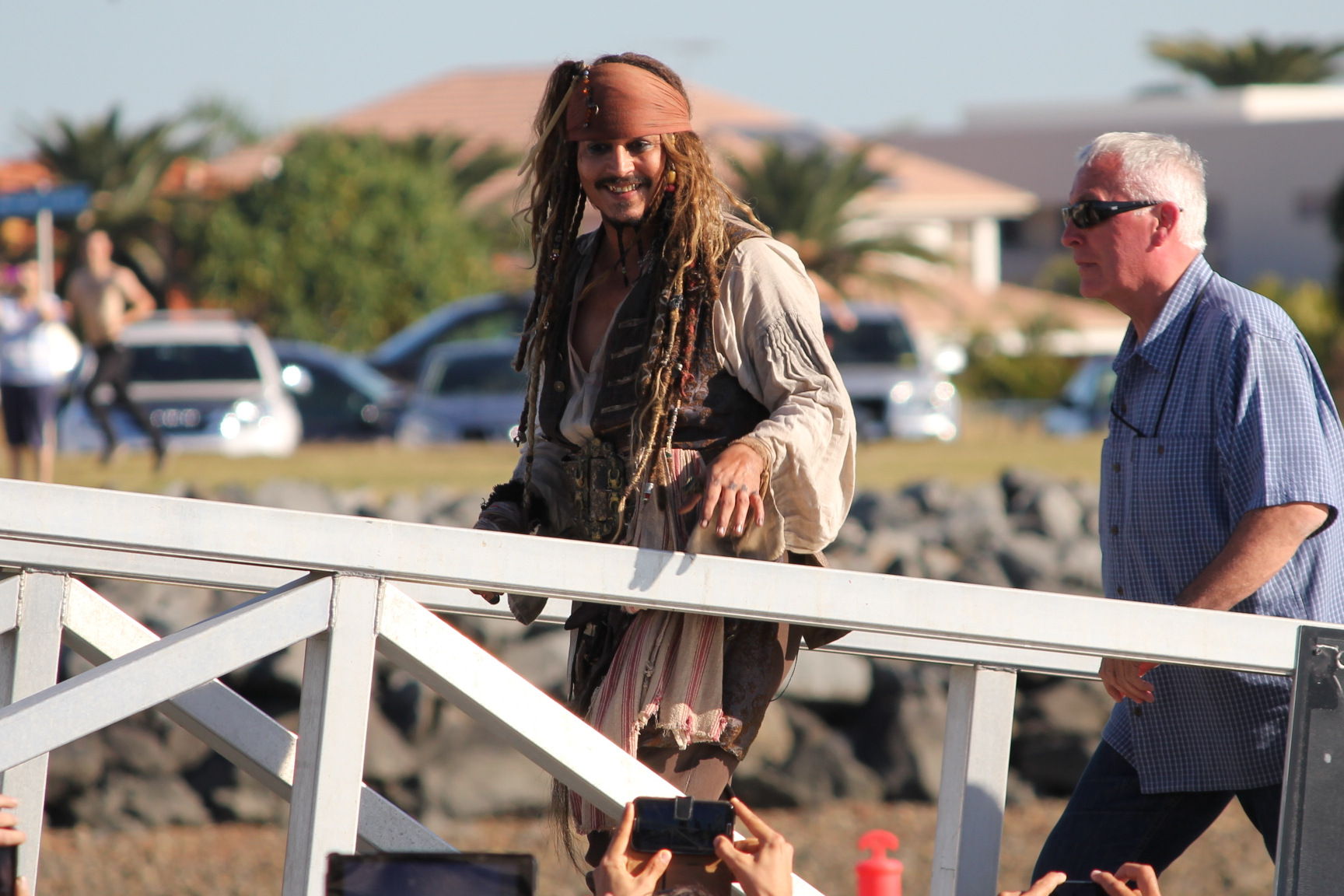
Johnny Depp i Queensland i Australien på inspelningen av Pirates of the Caribbean: Salazar's Revenge 2015.

Depp repriserade rollen som Jack Sparrow en femte gång i filmen Pirates of the Caribbean: Salazar's Revenge (2017). Även om filmen presterade bra inkomstmässigt så fick den inte alls samma mottagande som föregångarna. Depp blev återigen nominerad till två Razzies däribland värsta filmkombinationen tillsammans med hans "uttjatade fylle-rutin". Han skulle även bli nominerad för Razzies för den animerade filmen Mästerdetektiven Sherlock Gnomes (2018) däribland värsta filmkombinationen tillsammans med hans "snabbt bleknande filmkarriär". När filmen City of Lights  skulle släppas 2018 blev den indragen från biograferna för att en filmarbetare stämde Depp för misshandel.

### Rättegång och eventuellt punkt för karriären
Han repriserade sin roll som Gellert Grindelwald i Fantastiska vidunder: Grindelwalds brott (2018) vilket möttes av kritik från Harry Potter-fans eftersom hans före detta fru Amber Heard hade ansökt om besöksförbud och anklagat Depp om att misshandlat henne ungefär ett år innan premiären. Depp fick runt den här tiden även veta att Disney inte kommer anställa honom till fler Pirates of the Caribbean filmer. Filmbolaget Universal drog sig också tillbaka från ett tilltänkt samarbete med Depp som skulle baseras på Dark Universe.
Under 2020 stämde Depp tidningen The Sun och dess huvudägare för att ha publicerat en artikel om den påstådda misshandeln på Heard. Han förlorade rättegången och fick inte överklaga då en domare tyckte att artikeln var "väsentligen sann". Han fick då inte fortsätta som Gellert Grindelwald i Fantastiska vidunder: Dumbledores hemlighet (2022) utan blev ersatt av Mads Mikkelsen. Han kallades då för en "självskapande persona non-grata" av The Hollywood Reporter.
Depp har synts i filmer efteråt men de har alla filmats utomlands och varit independent filmer som Jeanne du Barry (2023) och den animerade Johnny Puff: Secret Mission (2024). Även filmen Minamata (2021) som till skillnad från övriga filmer under denna period möttes av positiv kritik och gav Depp priser på diverse filmfestivaler runt om i Europa. Flera organisationer som arbetade inom hustrumisshandel kritiserade dessa festivaler.

## Förtalsrättegång mot Amber Heard
I december 2018 skrev Heard en debattartikel i The Washington Post, där hon berättade hon att hon blivit misshandlad i ett tidigare förhållande, utan att namnge den påstådda förövaren. Depp stämde då Heard på 50 miljoner dollar för förtal över denna artikel. Denna gång i Virginia istället för Storbritannien där rättegången mot The Sun ägde rum. Heard svarade med en motstämning och krävde Depp på 100 miljoner dollar för det våld och övergrepp som hon påstod att han utsatt henne för. Efter en uppmärksammad förtalsrättegång 2022 ansåg juryn att Heard genom artikeln hade förtalat Depp, och dömde henne till att betala honom 10 miljoner dollar i skadestånd. Depp dömdes att betala 2 miljoner dollar till Heard efter att hans advokat förtalat henne.

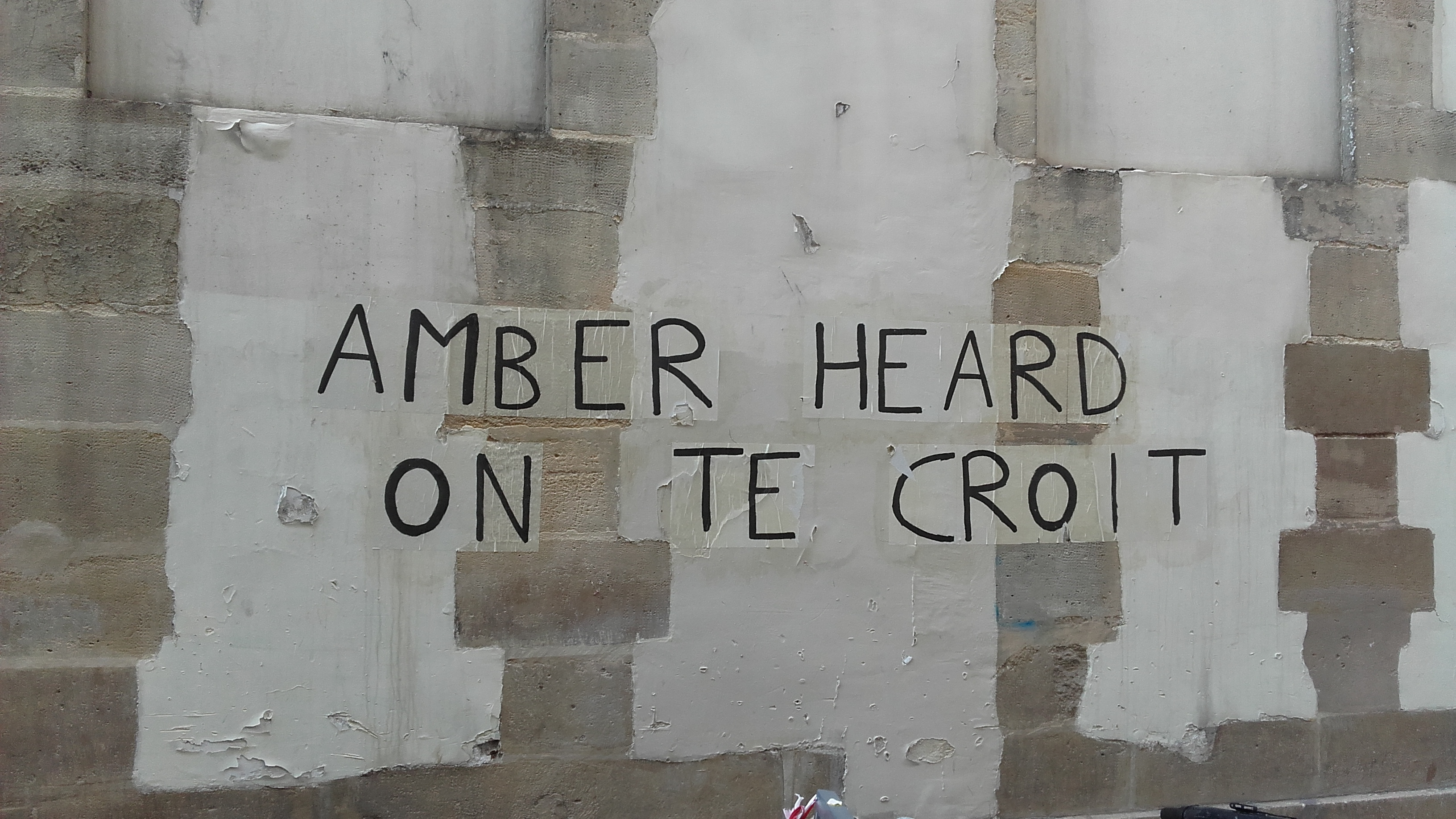
"Amber Heard vi tror dig" klottrat på en vägg i Frankrike.

Rättegången skulle i efterhand komma att bli starkt kritiserad av andra juridiskt kunniga mest på grund av att rättegången livesändes, vilket är extremt ovanligt, särskilt om en part inte vill (Heard ville inte). Förutom rädslan av att rättegången skulle bli en mediacirkus, var man också rädd för att uppmärksamheten skulle påverka rättegången. Vilket den kom att göra i den grad att nyheter om rättegången blev mer besökt än nyheter om till exempel Invasionen av Ukraina. Korta klipp tagna ur sitt sammanhang spreds på sociala medier och polariserade rättegången. Trollfabriker tros ha ökat spridningen. Trots att domaren sa åt juryn att inte se på sociala medier (nästan allt material på sociala medier var vinklat åt Depps fördel) så har en jurymedlem talat ut om att det inte gick att undvika och att juryn baserade sin dom på enbart känslor.

## Anseende
Depp ansågs under 1990-talet som en ny sorts manlig filmstjärna som avvisade normen av just rollen som manlig filmstjärna. Han var både anti-macho och könsskiftande och gick emot de manliga konventionerna. Samtidigt som han privat var en typisk Hollywood "bad boy" där hans kedjerökande, användande av droger och alkohol blev väl dokumenterat av tidningar. Efter sin tonårsidol period under 21 Jump Street valde han att göra smalare filmer och väldigt excentriska roller med udda och nästan lustiga karaktärer. Filmvetaren Anna Everett tror att hans popularitet då låg i just mötet mellan hans verkliga bad boy beteende och de excentriska androgyna karaktärerna.
När han sedan gick över till storfilmer som Disneyfilmerna Pirates of the Caribbean blev han snabbt världens största och mest betalda filmstjärna. Samarbetet med Disney blev en katapult för en ny era där han under största delen av 2000-talet levererade succé på succé och filmerna han agerat i har spelat in över 10 miljarder dollar. Många vill påstå att det är rättegångarna från 2020 och 2022 som gjort att Johnny Depp inte är så populär längre men hans karriär började dala redan 2012 när flera av hans storfilmer inte drog folk till biograferna och kunde förlora uppemot 190 miljoner dollar. Men de senare ryktena om att vara en hustrumisshandlare, behandla folk illa på inspelningarna och hans droganvändning bidrog till att hans popularitet sjönk.

## Privatliv
Depp har äger ett hus i West Hollywood men bor efter rättegångarna i London. Han har inte skaffat sig ett permanent boende där utan bor på hotell eller hos vänner.
Depp var gift med makeup-artisten Lori Anne Allison från 1983 till 1985. Under 1980-talets senare hälft var han förlovad med först Sherilyn Fenn och sedan Jennifer Grey. 1990–1993 var han förlovad med Winona Ryder. Mellan 1994 och 1998 hade han ett förhållande med den brittiska supermodellen Kate Moss. 1998 inledde Depp ett förhållande med den franska sångerskan och skådespelaren Vanessa Paradis som han lärt känna under inspelningen av The Ninth Gate. De har två barn tillsammans: Lily-Rose Melody Depp (född 1999) och John "Jack" Christopher Depp III (född 2002). Familjen var bosatt i Plan-de-la-tour, Paris och Los Angeles och hade en egen ö i Bahamas. Ön användes som inspelningsplats i Pirates of the Caribbean: Svarta Pärlans förbannelse. Paret separerade 2012 efter 14 år tillsammans.
I början av 2014 förlovade han sig med skådespelaren Amber Heard. I februari 2015 gifte sig paret men Heard ansökte om skilsmässa och besöksförbud i maj 2016. Skilsmässan fullbordades i januari 2017 och fick stor uppmärksamhet i media.

### Musik
Johnny Depp har sidan om sin filmkarriär fortsatt med musiken men mest som gästgitarrist på andra artisters inspelningar eller spelningar. Han har hörts tillsammans med artister som Oasis, Iggy Pop, Shane McGowan, Vanessa Paradis, Aerosmith, Marilyn Manson, Jeff Beck och The New Basement Tapes.
Tillsammans med Alice Cooper och Joe Perry startade han supergruppen Hollywood Vampires, 2015. De har släppt ett studioalbum och spelar till största del klassiska rockcovers. Men har också skrivit några egna låtar.

### Konst
Depp har alltid målat, men i juli 2022 ställde han ut sin konst för första gången som mestadels bestod av porträtt på idoler till honom som Al Pacino, Elizabeth Taylor och Bob Dylan. Han ställde ut 780 porträtt och sålde allihopa på rekordtid för en summa på 4 miljoner dollar.

## Filmografi

### Film
| År   | Titel                                                | Roll                                    | Noter |
| ---- | ---------------------------------------------------- | --------------------------------------- | --- |
| 1984 | Terror på Elm Street                                 | Glen Lantz                              | |
| 1985 | Privat område                                        | Jack Marshall                           | |
| 1986 | Slow Burn                                            | Donnie Fleischer                        | TV-film |
| 1986 | Plutonen                                             | Lerner                                  | |
| 1990 | Cry-Baby                                             | Wade "Cry-Baby" Walker                  | |
| 1990 | Edward Scissorhands                                  | Edward Scissorhands                     | Nominerad—Golden Globe Award for Best Actor – Motion Picture Musical or Comedy |
| 1991 | Freddy's Dead: The Final Nightmare                   | Tonåring på TV                          | Cameoroll (som Oprah Noodlemantra) |
| 1993 | Arizona Dream                                        | Axel Blackmar                           | |
| 1993 | Benny & Joon                                         | Sam                                     | Nominerad—Golden Globe Award for Best Actor – Motion Picture Musical or Comedy |
| 1993 | Gilbert Grape                                        | Gilbert Grape                           | |
| 1994 | Ed Wood                                              | Edward D. Wood, Jr.                     | London Film Critics Circle Award for Best Actor Nominerad—Chicago Film Critics Association Award for Best Actor Nominerad—Golden Globe Award for Best Actor – Motion Picture Musical or Comedy |
| 1995 | Don Juan DeMarco                                     | Don Juan / John R. DeMarco              | London Film Critics Circle Award for Best Actor (samt för Ed Wood) |
| 1995 | Dead Man                                             | William Blake                           | |
| 1995 | I sista sekunden                                     | Gene Watson                             | |
| 1996 | Cannes Man                                           | Sig själv                               | |
| 1997 | The Brave                                            | Raphael                                 | Nominerad—Prix d'interprétation masculine (Filmfestivalen i Cannes) Även regi och manus |
| 1997 | Donnie Brasco                                        | Donnie Brasco / Joseph D. Pistone       | Nominerad—Chlotrudis Award for Best Actor |
| 1998 | Fear and Loathing in Las Vegas                       | Raoul Duke                              | Spelar som Hunter S. Thompson |
| 1998 | I Los Angeles utan karta                             | Sig själv / William Blake               | Cameoroll |
| 1999 | The Ninth Gate                                       | Dean Corso                              | |
| 1999 | The Astronaut's Wife                                 | Spencer Armacost                        | |
| 1999 | Sleepy Hollow                                        | Ichabod Crane                           | Nominerad—Satellite Award for Best Actor - Motion Picture Musical or Comedy Nominerad—Saturn Award for Best Actor |
| 2000 | Chocolat                                             | Roux                                    | Nominerad—Screen Actors Guild Award for Outstanding Performance by a Cast in a Motion Picture |
| 2000 | Before Night Falls                                   | Lt. Victor / Bon Bon                    | |
| 2000 | The Man Who Cried                                    | Cesar                                   | |
| 2001 | Blow                                                 | George Jung                             | |
| 2001 | From Hell                                            | Frederick Abberline                     | Nominerad—Saturn Award for Best Actor |
| 2003 | Once Upon a Time in Mexico                           | Sheldon Sands                           | Nominerad—Satellite Award for Best Supporting Actor – Motion Picture |
| 2003 | Pirates of the Caribbean: Svarta Pärlans förbannelse | Kapten Jack Sparrow                     | Empire Award for Best Actor Irish Film Award for Best International Actor Screen Actors Guild Award for Outstanding Performance by a Male Actor in a Leading Role SFX Award for Best Actor Nominerad—Oscar för bästa manliga huvudroll Nominerad—BAFTA Award for Best Actor in a Leading Role Nominerad—Broadcast Film Critics Association Award for Best Actor Nominerad—Chicago Film Critics Association Award for Best Actor Nominerad—Golden Globe Award for Best Actor – Motion Picture Musical or Comedy Nominerad—Online Film Critics Society Award for Best Actor Nominerad—Phoenix Film Critics Society Award for Best Actor Nominerad—Satellite Award for Best Actor – Motion Picture Musical or Comedy Nominerad—Saturn Award for Best Actor Nominerad—Washington D.C. Area Film Critics Association Award for Best Actor |
| 2004 | Happily Ever After                                   | L'inconnu                               | Cameoroll |
| 2004 | Secret Window                                        | Mort Rainey                             | |
| 2004 | Finding Neverland                                    | J. M. Barrie                            | Nominerad—Oscar för bästa manliga huvudroll Nominerad—BAFTA Award for Best Actor in a Leading Role Nominerad—Broadcast Film Critics Association Award for Best Actor Nominerad—Empire Award for Best Actor Nominerad—Golden Globe Award for Best Actor – Motion Picture Drama Nominerad—London Film Critics Circle Award for Best Actor Nominerad—Satellite Award for Best Actor – Motion Picture Drama Nominerad—Saturn Award for Best Actor Nominerad—Screen Actors Guild Award for Outstanding Performance by a Male Actor in a Leading Role Nominerad—Screen Actors Guild Award for Outstanding Performance by a Cast in a Motion Picture |
| 2004 | The Libertine                                        | John Wilmot, 2:e earl av Rochester      | Nominerad—British Independent Film Award for Best Actor |
| 2005 | Kalle och chokladfabriken                            | Willy Wonka                             | Empire Award for Best Actor Nominerad—Golden Globe Award for Best Actor – Motion Picture Musical or Comedy Nominerad—Irish Film Award for Best International Actor Nominerad—London Film Critics Circle Award for Best Actor |
| 2005 | Corpse Bride                                         | Victor Van Dort                         | Röstroll |
| 2006 | Pirates of the Caribbean: Död mans kista             | Kapten Jack Sparrow                     | Empire Award for Best Actor Scream Award for Most Heroic Performance Nominerad—Golden Globe Award for Best Actor – Motion Picture Musical or Comedy Nominerad—National Movie Award for Performance – Male |
| 2007 | Pirates of the Caribbean: Vid världens ände          | Kapten Jack Sparrow                     | Kids' Choice Award for Favorite Male Movie Star MTV Movie Award for Best Comedic Performance Rembrandt Award for Best International Actor SFX Award for Best Actor Nominerad—National Movie Award for Best Performance by a Male Nominerad—Teen Choice Award for Best Action Adventure Actor |
| 2007 | Sweeney Todd                                         | Sweeney Todd / Benjamin Barker          | Golden Globe Award for Best Actor – Motion Picture Musical or Comedy MTV Movie Award for Best Villain National Movie Award for Performance – Male Nominerad—Oscar för bästa manliga huvudroll Nominerad—Broadcast Film Critics Association Award for Best Actor Nominerad—Broadcast Film Critics Association Award for Best Cast Nominerad—Saturn Award for Best Actor |
| 2009 | Public Enemies                                       | John Dillinger                          | Nominerad—Satellite Award for Best Actor – Motion Picture Drama |
| 2009 | The Imaginarium of Doctor Parnassus                  | Imaginarium Tony 1                      | Delad roll med Colin Farrell och Jude Law efter Heath Ledgers död |
| 2010 | Alice i Underlandet                                  | Tarrant Hightopp, den galne hattmakaren | Nominerad—Golden Globe Award for Best Actor – Motion Picture Musical or Comedy Nominated—MTV Movie Award for Global Superstar Nominerad—National Movie Award for Best Performance Nominerad—Teen Choice Award for Best Fantasy Actor Nominerad—Scream Award for Best Fantasy Actor |
| 2010 | The Tourist                                          | Frank Tupelo / Alexander Pearce         | Teen Choice Award for Choice Movie: Actor Action Nominerad—Golden Globe Award for Best Actor – Motion Picture Musical or Comedy |
| 2011 | Rango                                                | Rango                                   | Röstroll Teen Choice Award for Best Voice Actor People's Choice Award for Favorite Animation Movie Voice Nominerad—Kids Choice Awards for Favorite Voice from an Animated Movie |
| 2011 | Pirates of the Caribbean: I främmande farvatten      | Kapten Jack Sparrow                     | People Choice Award for Favorite Movie Actor Nominerad—Teen Choice Award for Best Fantasy Actor Nominerad—People's Choice Award for Favorite Ensemble Movie Cast Nominerad—Kids Choice Awards for Favorite Movie Actor Nominerad—Scream Award for Best Fantasy Actor |
| 2011 | The Rum Diary                                        | Paul Kemp                               | Även producent |
| 2011 | Jack and Jill                                        | Sig själv                               | Cameoroll Golden Raspberry Award for Worst Ensemble |
| 2012 | 21 Jump Street                                       | Tom Hanson                              | Okrediterad cameoroll Nominerad—MTV Movie Award for Best On-Screen Transformation |
| 2012 | Dark Shadows                                         | Barnabas Collins                        | Kids Choice Awards for Favorite Movie Actor |
| 2013 | The Lone Ranger                                      | Tonto                                   | Nominerad—Kids Choice Awards for Favorite Movie Actor Nominerad—Teen Choice Award for Choice Movie: Chemistry Nominerad—Golden Raspberry Award for Worst Actor Även producent |
| 2013 | Lucky Them                                           | Matthew Smith                           | Cameoroll |
| 2014 | Transcendence                                        | Dr. Will Caster                         | |
| 2014 | Tusk                                                 | Guy Lapointe                            | |
| 2014 | Into the Woods                                       | Vargen                                  | Satellite Award for Best Cast Nominerad—Gold Derby Awards for Best Cast Ensamble |
| 2015 | Mortdecai                                            | Charles "Charlie" Mortdecai             | Nominerad— Golden Raspberry Award for Worst Screen Combo Även producent |
| 2015 | Black Mass                                           | James J. "Whitey" Bulger                | Palm Springs Film Festival Award for Desert Palm Achievement (actor) Nominerad—Critics' Choice Movie Awards for Best Actor Nominerad—Washington D.C. Area Film Critics Association Awards for Best Actor Nominerad—Screen Actors Guild Award for Outstanding Performance by a Male Actor in a Leading Role Nominerad—Satellite Awards for Best Leading Actor Nominerad—SAG Award for Outstanding Performance by a Male Actor in a Leading Role Nominerad—Indiana Film Journalists Awards for Best Actor Nominerad—Phoenix Film Critics Society Award for Best Actor in a Leading Role |
| 2016 | Yoga Hosers                                          | Guy Lapointe                            | |
| 2016 | Alice i Spegellandet                                 | Hattmakaren                             | |
| 2016 | Fantastiska vidunder och var man hittar dem          | Gellert Grindelwald                     | Cameoroll |
| 2016 | Donald Trump's The Art of the Deal: The Movie        | Donald J. Trump                         | |
| 2017 | Pirates of the Caribbean: Salazar's Revenge          | Kapten Jack Sparrow                     | |
| 2017 | Mordet på Orientexpressen                            | Edward Ratchett                         | |
| 2018 | Mästerdetektiven Sherlock Gnomes                     | Sherlock Gnomes                         | Röstroll |
| 2018 | Fantastiska vidunder: Grindelwalds brott             | Gellert Grindelwald                     | |
| 2018 | London Fields                                        | Chick Purchase                          | Okrediterad cameoroll |
| 2018 | Richard Says Goodbye                                 | Richard                                 | |
| 2018 | City of Lies                                         | Russell Poole                           | |
| 2019 | Waiting for the Barbarians                           | Colonel Joll                            | |
| 2020 | Minamata                                             | W. Eugene Smith                         | Även producent |
| 2023 | Jeanne du Barry                                      | Louis XV                                | Även producent |
| 2024 | Johnny Puff: Secret Mission                          | Johnny Puff                             | |
| 2024 | Modì                                                 |                                         | Kommande |

### TV
| År        | Titel              | Roll                     | Noter                                            |
| --------- | ------------------ | ------------------------ | ------------------------------------------------ |
| 1985      | Lady Blue          | Lionel Viland            | Avsnitt: "Beasts of Prey"                        |
| 1987      | Hotel              | Rob Cameron              | Avsnitt: "Unfinished Business"                   |
| 1987–1991 | 21 Jump Street     | Thomas "Tom" Hanson, Jr. | 80 avsnitt                                       |
| 1999      | Ett herrans liv    | Sig själv                | Avsnitt: "Celebrity Party"                       |
| 2000      | The Fast Show      | Sig själv                | Avsnitt: "The Last Ever Fast Show"               |
| 2004      | King of the Hill   | Yogi Victor              | Röstroll, Avsnitt: "Hank's Back"                 |
| 2009      | Svampbob Fyrkant   | Jack Kahuna Laguna/JKL   | Röstroll, Avsnitt: "SpongeBob vs. The Big One"   |
| 2011      | Life's Too Short   | Sig själv                | Avsnitt: "Episode 2"                             |
| 2012      | Family Guy         | Edward Scissorhands      | Röstroll, Avsnitt: "Lois Comes out of Her Shell" |
| 2020      | Puffins            | Johnny Puff              | Röstroll, animerad kortfilm                      |
| 2022      | Puffins Impossible | Johnny Puff              | Röstroll, animerad kortfilm                      |

### Medverkan i dokumentärer
| År   | Titel                                                 | Roll         | Noter            |
| ---- | ----------------------------------------------------- | ------------ | ---------------- |
| 1999 | The Source                                            | Jack Kerouac |                  |
| 2002 | Lost in La Mancha                                     | Sig själv    | Okrediterad roll |
| 2006 | Deep Sea                                              | Berättaren   |                  |
| 2007 | Tom Petty and the Heartbreakers: Runnin' Down a Dream | Sig själv    |                  |
| 2008 | Gonzo: The Life and Work of Dr. Hunter S. Thompson    | Berättaren   |                  |
| 2010 | When You're Strange                                   | Berättaren   |                  |
| 2012 | Bara för att                                          | Sig själv    |                  |